# Pereiras
Pereiras è un comune del Brasile nello Stato di San Paolo, parte della mesoregione di Itapetininga e della microregione di Tatuí.